# Sphinctanthus insignis
Sphinctanthus insignis är en måreväxtart som beskrevs av Julian Alfred Steyermark. Sphinctanthus insignis ingår i släktet Sphinctanthus och familjen måreväxter. Inga underarter finns listade i Catalogue of Life.